# Егмюндюр Крістінссон
Заголовок цієї статті — це ісландське ім'я, де Егмюндюр — особове ім'я, а Крістінссон — ім'я по батькові. 
Егмюндюр Крістінссон (ісл. Ögmundur Kristinsson, нар. 19 червня 1989) — ісландський футболіст, воротар шведського «Гаммарбю» і національної збірної Ісландії.

## Клубна кар'єра
Народився 19 червня 1989 року. Вихованець футбольної школи клубу «Фрам». Дорослу футбольну кар'єру розпочав 2008 року в основній команді того ж клубу, в якій провів шість сезонів, взявши участь у 77 матчах чемпіонату. 
Протягом 2014—2015 років грав у Данії, де захищав кольори команди клубу «Раннерс».
До складу клубу «Гаммарбю» приєднався 2015 року. Відтоді встиг відіграти за стокгольмську команду 15 матчів в національному чемпіонаті.

## Виступи за збірну
2014 року дебютував в офіційних матчах у складі національної збірної Ісландії. Наразі провів у формі головної команди країни 7 матчів.

## Титули і досягнення
- Володар Кубка Ісландії (1):

«Фрам»: 2013
- Чемпіон Греції (2):

«Олімпіакос»: 2020–21, 2021–22
- Володар Кубка ісландської ліги (1):

«Валюр»: 2025